# Жак де Бетанкур
Жак де Бетанкур (фр. Jacques de Béthencourt; 1477, Форж-лез-О, Дьеп, Приморская Сена, Франция — ок. 1527) — французский медик, врач, первым ввёл термин «венерическое заболевание».

## Биография
Родился в начале XVI века. Практиковал медицину в Руане.
Будучи французом, возмущался термином Morbus Gallicus (французская болезнь), который в то время был популярным названием заболеваний, передаваемых половым путём. Он считал, что, поскольку болезнь возникла из «незаконной любви», её следует называть Morbus Venereus (болезнь Венеры) или lues venerea (венерическое заболевание). Ж. де Бетанкур считал, что это новая болезнь, неизвестная древним.
Одним из первых французских врачей, написал о сифилисе, который тогда назывался оспой.
В 1527 году опубликовал книгу под названием «Nova pœnitentialis Quadragesima nec non Purgatorium in morbum gallicum sive venereume», в которой он использовал медицинские и моральные суждения относительно болезни. В этом трактате Ж. де Бетанкур приводит аргументы относительно того, является ли guaiacum или ртуть лучшим лекарством, и какой уровень страданий должен выдержать пациент, чтобы «научиться необходимому уроку (опыту)». В трактате пишет о сифилисе и методах его лечения.
Этот труд был переведен в 1871 году под названием «Новый пост покаяния и чистилище искупления для пациентов, страдающих французской болезнью или венерической болезнью».